# 北海道道444号稚咲内丰富停车场线
北海道道444号稚咲内丰富停车场线（日语：北海道道444号稚咲内豊富停車場線）是一条位于北海道丰富町内的普通道级道路（北海道道）。

## 指定区間
- 起点：北海道天盐郡丰富町稚咲内（＝北海道道106号稚内天盐线交点）
- 終点：北海道天盐郡丰富町丰富停車場通（＝JR北海道 丰富站）
- 总長：13.3千米
- 共线区间：
  - 丰富町丰富大通3丁目 - 丰富町丰富大通9丁目（国道40号）
  - 丰富町丰富大通9丁目 - 丰富町丰富停車場通（北海道道397号丰富停车场线）

## 经过的自治体
- 宗谷综合振兴局
  - 天盐郡丰富町

## 主要连接道路
- 丰富町
  - 北海道道106号稚内天盐线
  - 北海道道763号兜沼丰德线＝丰德
  - 国道40号
  - 省略重複区間

## 历史
- 1962年8月1日 路線勘定。

## 其他
- 沿途有佐吕别原生花園。休憩施設游客中心。